# TheSpoke
theSpoke（ザ・スポーク）はマイクロソフトが世界規模で運営していた学生向けのコミュニティサイトである。
2003年12月2日からサービスを開始し、主に10代〜20代の若手技術者（特に学生）に対するサポートの目的で運営を行っていた。
当初は会員にはMicrosoft Visual Studio .NET 2003 Academic とほぼ同等の「Visual Studio .NET theSpoke Premium」というソフトを 4,830円 という格安の値段で提供するなどの特典もあったが、現在、同ソフトは2006年3月で販売を中止した。またtheSpoke自体も2008年春にサービスを終了した。